# Irodalmi önéletrajz
Az irodalmi önéletrajz vagy önéletleírás az életrajz egyik alapvető típusa, amelyet szerzője a saját életéről irodalmi mű formájában ír meg. Lehet önálló mű, de lehet más mű (pl. önéletrajzi regény) része is. Célja, terjedelme és megfogalmazása egyaránt jelentősen eltér a munkavállaláshoz, pályázatokhoz használatos önéletrajzokétól. Szerzője általában szépíró vagy jelentős történelmi szerepet játszó személy. Az irodalmi önéletrajz rokon műfajai a visszaemlékezés (memoár) és a napló.

## Klasszikusok
- Régebbi korokból számos író, költő önéletrajza maradt ránk, így például Hippói Szent Ágoston, Jean-Jacques Rousseau vagy Goethe önéletírása. Ezek irodalomtörténeti illetve történelmi forrásmunkák.

## Magyar írók, költők irodalmi önéletrajzai
A Palatinus Kiadó 1999-ben jelentette meg Csiffáry Gabriella összeállítását "Magyar írók önéletrajzai" címmel. A kötetben 99 önéletrajz található.